# Plat national

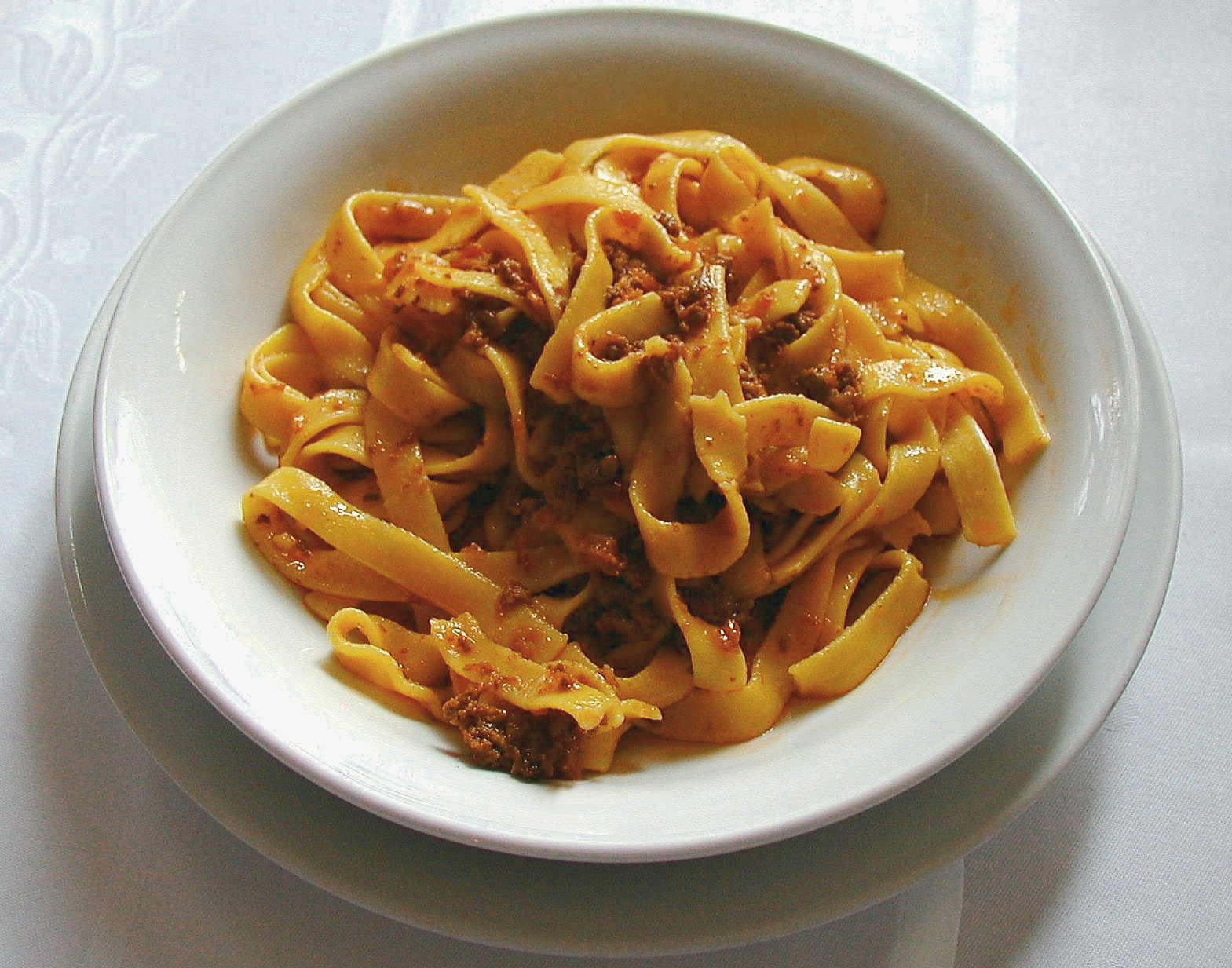
Les pâtes sont le plat national de l'Italie.

Un plat national est une spécialité culinaire fortement associée à un pays, une composante de son identité en raison de sa place dans l'alimentation et la vie de la population, dans son ensemble et caractère traditionnel ou pour un ingrédient caractéristique.

## Description
Un plat peut être considéré comme un plat national pour diverses raisons :
- c'est un aliment de base, composé d'une sélection de denrées alimentaires disponibles localement et pouvant être préparées de manière distinctive, comme les fruits de mer, servis le long de la partie ouest de la France[2] ;
- il contient un ingrédient particulier produit localement, comme le paprika sud-américain cultivé dans les Pyrénées européennes[2] ;
- il est servi dans le cadre d'une tradition culinaire festive qui fait partie d'un patrimoine culturel, par exemple, les barbecues en colonie de vacances ou la fondue lors de dîners, ou dans le cadre d'une pratique religieuse, comme les célébrations de l'offrande pascale ou de l'Iftar[2] ;
- il a été promu comme plat national par le pays lui-même, comme la fondue, élue plat national de la Suisse par l'Union suisse du fromage (Schweizerische Käseunion) dans les années 1930.

Les plats nationaux font partie de l'identité et de l'image de soi d'une nation. À l'époque de la construction des empires européens, les nations développaient une cuisine nationale pour se distinguer de leurs rivales.
Selon Zilkia Janer, chargée de cours sur la culture latino-américaine à l'université Hofstra, il est impossible de choisir un plat national unique, même officieusement, pour des pays comme le Mexique, la Chine ou l'Inde, en raison de la diversité de leurs populations ethniques et de leurs cultures. La cuisine de ces pays ne peut tout simplement pas être représentée par un plat national unique. De plus, comme les plats nationaux sont intimement liés au sentiment d'identité d'une nation, de fortes émotions et des conflits peuvent surgir lorsqu'on essaie de choisir le plat national d'un pays.

## Plats latino-américains
En Amérique latine, les plats peuvent être revendiqués ou désignés comme plato nacional, bien que dans de nombreux cas, les recettes transcendent les frontières nationales avec seulement des variations mineures. Les préparations de ceviche sont endémiques au Pérou et en Équateur, tandis qu'une fine découpe de bœuf connue sous le nom de matambre est considérée comme proche du plat national au Paraguay, en Uruguay et en Argentine. Les ragoûts de viande, de bananes plantains et de légumes racines sont les platos nacionales de plusieurs pays d'Amérique centrale, d'Amérique du Sud et des Caraïbes : l'ajiaco colombien, ainsi que le sancocho de la République dominicaine, de la Colombie et du Panama sont des exemples de platos nacionales. Janer (2008) observe que ce partage d'un même plato nacional par différents pays remet en question l'idée que chaque pays possède un plat national unique qui lui est propre ; elle affirme que la cuisine ne respecte pas les frontières nationales et géopolitiques.
L'identification des plats nationaux latino-américains est plus forte au sein des communautés expatriées en Amérique du Nord. Dans les pays d'Amérique latine, le plato nacional fait généralement partie de la cuisine des communautés rurales et paysannes, et pas nécessairement de la cuisine quotidienne des citadins. Dans les communautés d'expatriés, le plat est fortement récupéré afin de conserver le sentiment d'identité nationale et les liens avec la patrie et est fièrement servi dans les maisons et les restaurants. Par cette démonstration d'identité nationale, la communauté peut résister aux pressions sociales qui poussent à l'homogénéisation de nombreuses communautés ethniquement et culturellement diverses en une seule identité de groupe englobante, telle que Latino ou Hispano-Américain.

## Liste

### A
- Afghanistan : kabuli palaw[7]
- Afrique du Sud : bobotie[8]Empanadas argentins.
- Albanie : tavë kosi[9], flia
- Algérie : couscous[10], rechta

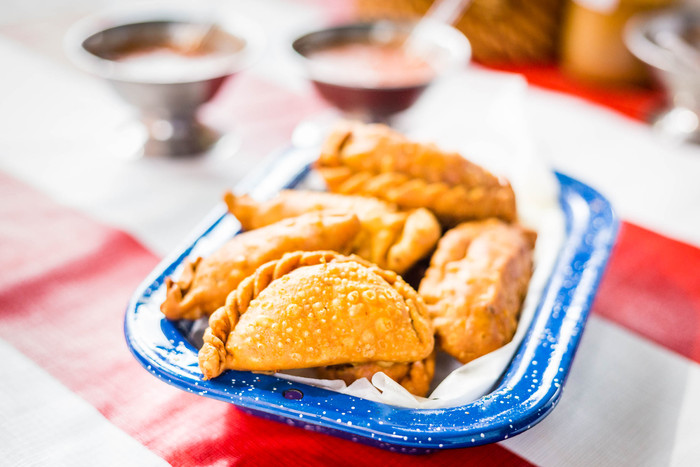
Empanadas argentins.

- Allemagne : escalope, schweinshaxe, bratwurst, sauerbraten[11], döner kebab[12], currywurst[13], eisbein avec choucroute[14],[15],[16]
- Andorre : escudella i carn d'olla[17]
- Angola : moamba de galinha[18]
- Arabie saoudite : Jareesh, Maqshus[19]
- Argentine : asado[20],[10], empanada[21], matambre[22],[23],[24], locro[25]

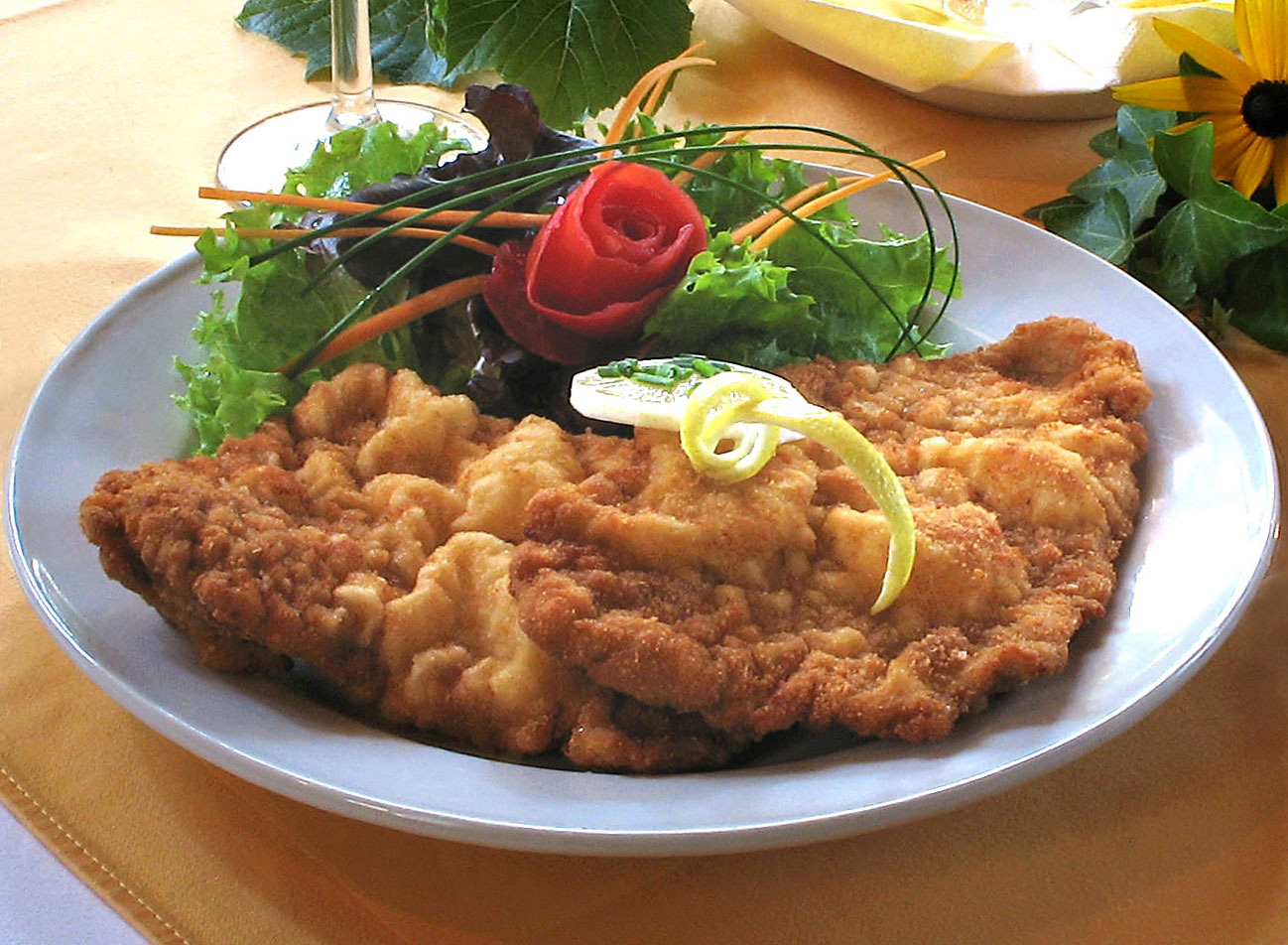
Wiener Schnitzel autrichien.

- Wiener Schnitzel autrichien. Arménie : khorovats, harisa[26] (à ne pas confondre avec l'harissa, une pâte pimentée nord-africaine)
- Australie : agneau rôti[27], tourte à la viande[28],[29],[30], pavlova[31], Vegemite sur pain grillé[32]
- Autriche : Wiener schnitzel[33]
- Azerbaïdjan : dolma[26]

### B
- Bahamas : crack conque avec riz et petits pois[34]
- Bahreïn : kabsa[35],[36]
- Bangladesh : riz et poisson (particulièrement ilish)[37]
- Barbade : cou-cou et poissons volants[33]

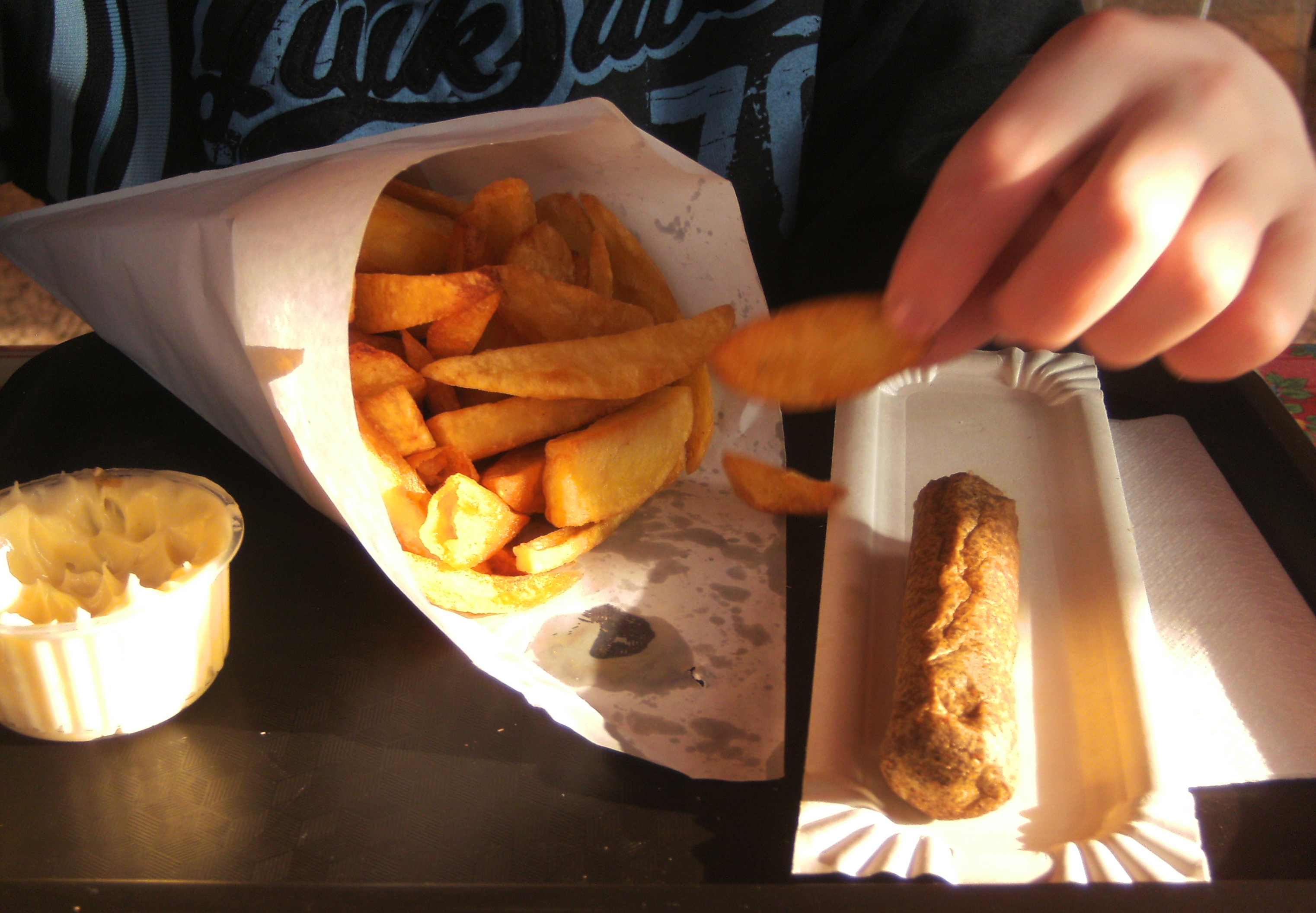
Frites belges avec mayonnaise.

- Belgique : frites[38] (particulièrement servies avec des moules[39],[10] ou un steak[40]), carbonade flamande[41], waterzooï[41], mousse au chocolat[42]
- Belize : riz et haricots[43]
- Bhoutan : ema datshi[44]
- Biélorussie : draniki[45]
- Bolivie : salteñas[46]

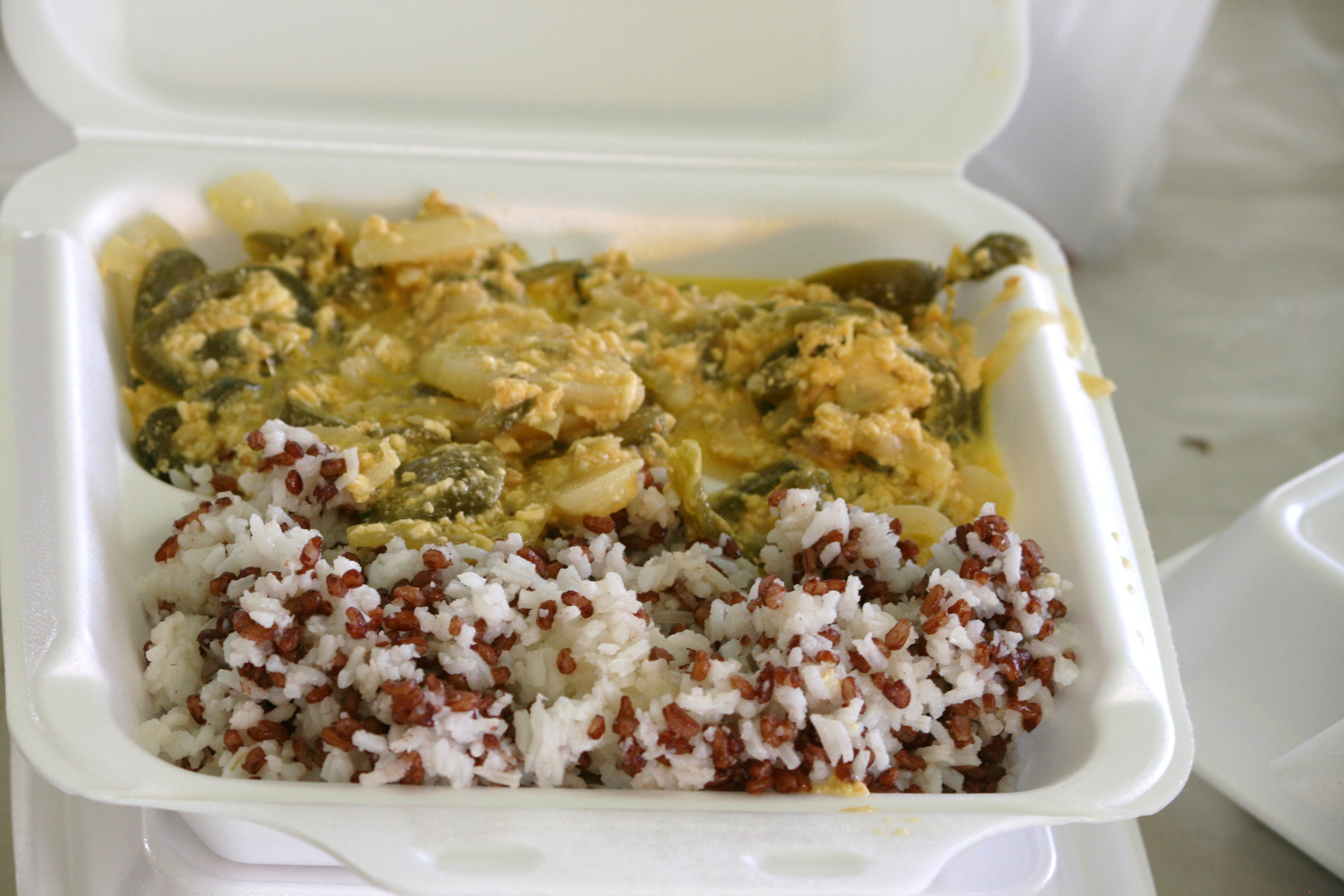
Ema datshi bhoutanais.

- Ema datshi bhoutanais. Bosnie-Herzégovine : bosanski lonac[47], ćevapi[48],[49], burek[50]
- Botswana : seswaa[51]
- Brésil : feijoada[52],[10]
- Brunei : ambuyat[53],[54]
- Bulgarie : salade chopska[55], banitsa[56]
- Burundi : boko boko[57]

### C
- Cambodge : poisson amok[58],[59], num banhchok[60], samlar kako[61],[62]
- Cameroun : ndolé[63]
- Canada : poutine[64],[65],[66], Kraft Dinner[Information douteuse][67], tartelettes au beurre[68],[69]
- Cap-Vert : cachupa
- Chili : empanada[70], pastel de choclo[71], marraqueta[72],[73]
- Chine : canard laqué[74], écrevisses[75],[76], fondue, dumpling, malaxianguo, dim sum[77], kaolengmian, tanghulu

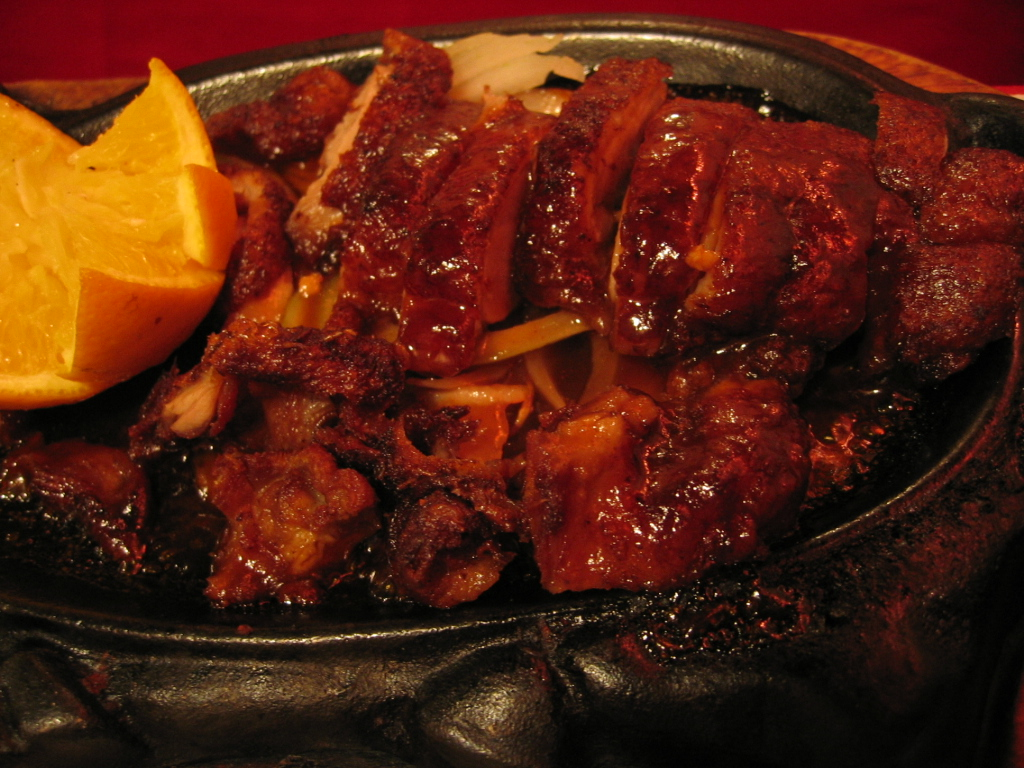
Canard laqué à la cantonaise.

- Canard laqué à la cantonaise. Chypre : souvla[78], kleftiko[79],[80], trachanás[81]
- Colombie : ajiaco[82], bandeja paisa[83]
- Comores : langouste à la vanille (homard vanille)[84]
- République démocratique du Congo : poulet moambé[85]
- République du Congo : poulet moambé[85]

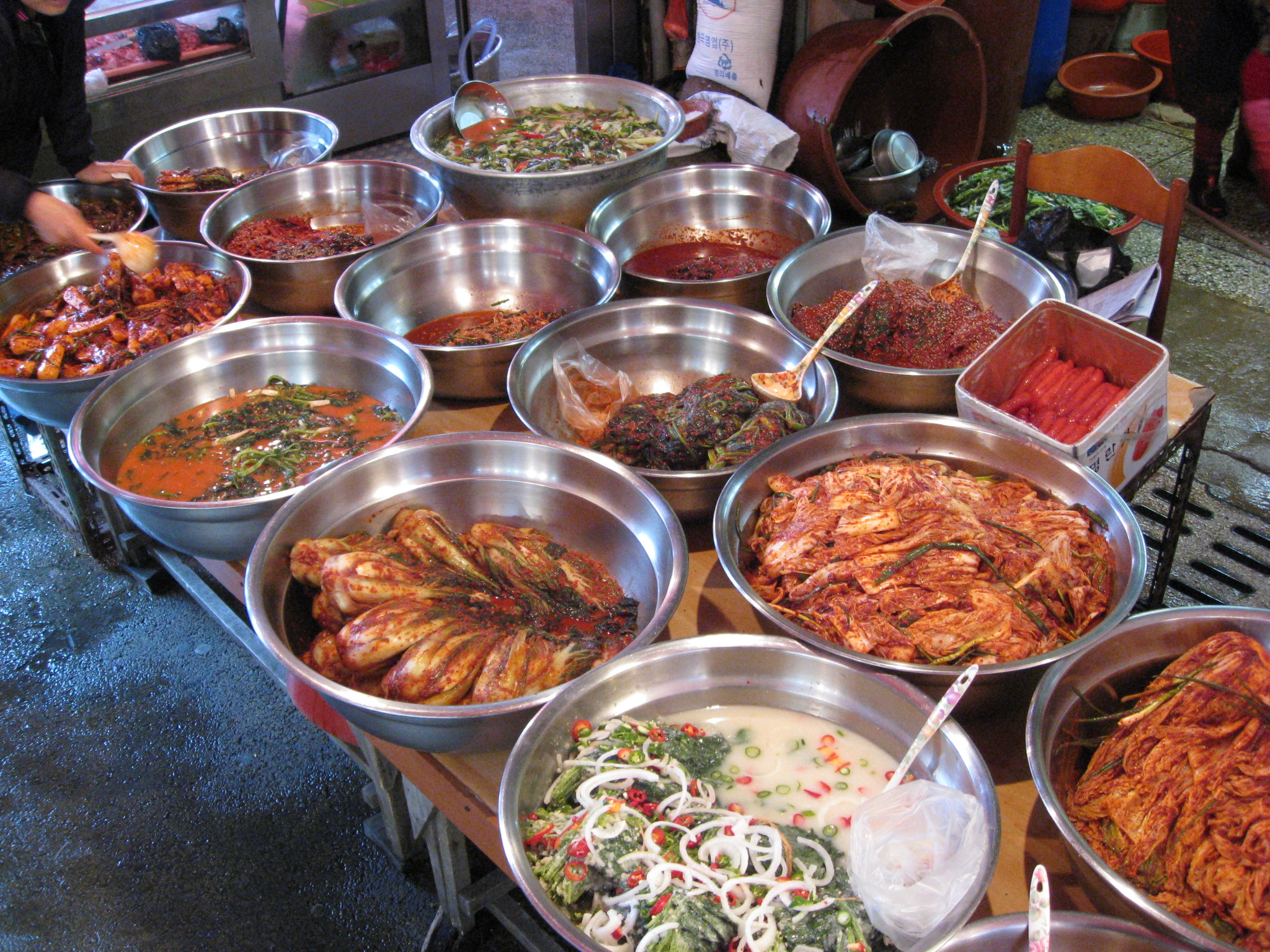
Kimchi coréen.

- Corée du Nord : naengmyŏn[86], kimchi[87]
- Kimchi coréen. Corée du Sud : kimchi[88], bulgogi[89], bibimbap[90], jajangmyeon[91],[92], bingsu[93], tteokbokki
- Costa Rica : casado , chifrijo (chicharrón assaisonné frit servi avec des haricots rouges ou noirs, riz blanc et pico de gallo (il peut être servi avec de l'avocat et/ou des chips de maïs), gallo pinto[10], olla de carne (soupe de bœuf mijotée avec une variété de légumes)
- Côte d'Ivoire : atcheke[94]
- Croatie : zagorski štrukli[10],[95]
- Cuba : ropa vieja[96],[97]

### D
- Smeurebreud danois. Danemark : stegt flæsk[98],[10],[99], smeurebreud[100],[101],[99]

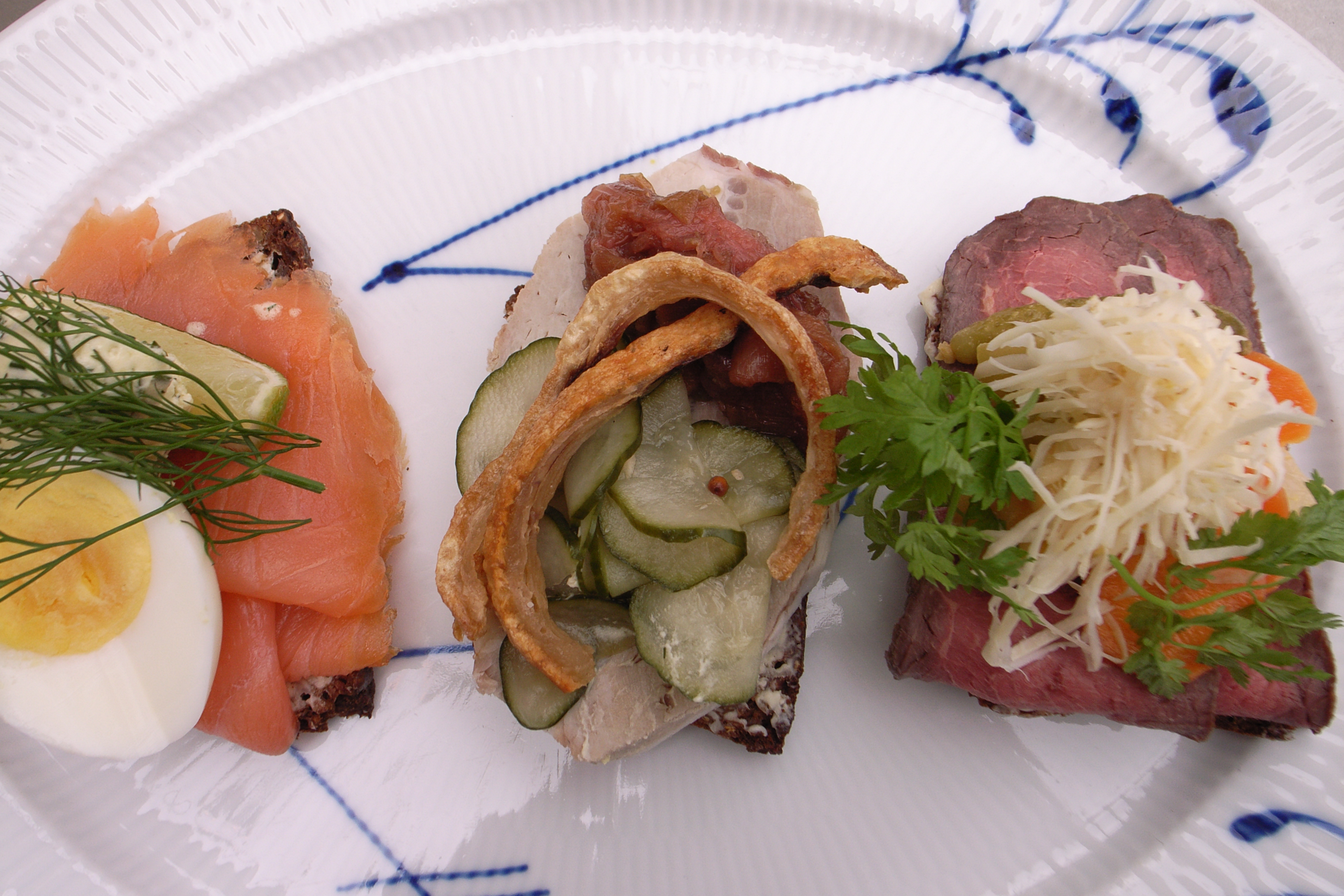
Smeurebreud danois.

- République dominicaine : la bandera (riz, haricots et viande)[102]
- Dominique : poulet de montagne (historique), callaloo[103]

### E
- Égypte : ful medames[104], kochari[10], mloukhiya[105], taʿamiya[106]
- Émirats arabes unis : lièvres, shuwa[107]

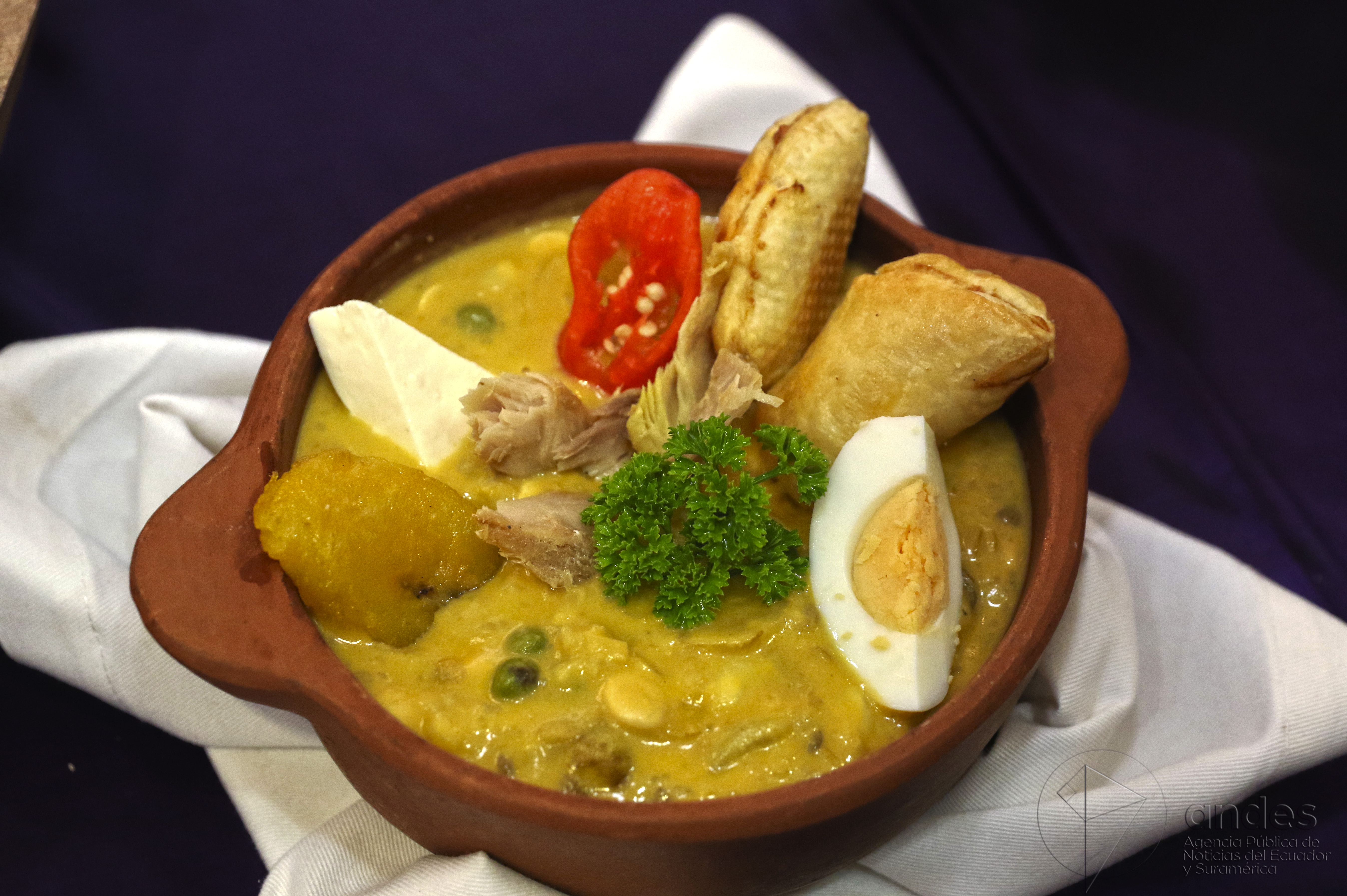
Fanesca équatorienne.

- Fanesca équatorienne. Équateur : encebollado[108], guatitas[109], fanesca
- Érythrée : zigini avec injera[110]
- Espagne : tortilla de patatas[111]

- - Catalogne : pa amb tomàquet[112]
  - Galice : polbo á feira[113]
  - Valence : paella[114],[115]
- Estonie : kama[116]
- États-Unis : tarte aux pommes[117],[118], hamburger[119],[120], hot-dog[117],[120], poulet frit, steak Salisbury, dinde[120],[121], purée de pommes de terre et sauce (historique)[122]
  - Samoa américaines : palusami[123]
  - Guam : kelaguen[124], Spam[125]
  - Îles Mariannes du Nord : Kelaguen[126]

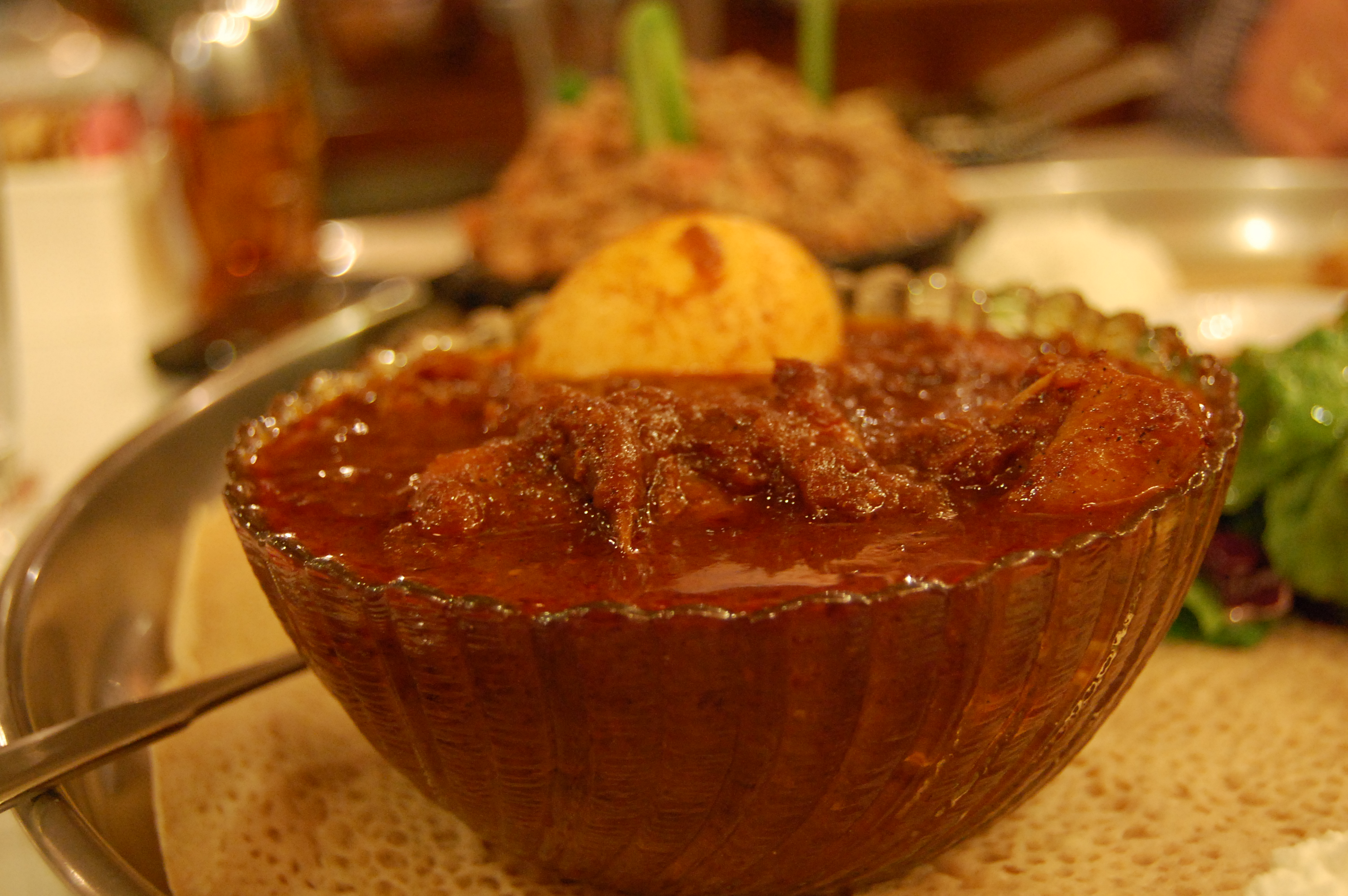
Wat éthiopien.

  - Porto Rico : lechon[127], mofongo[128]
  - Îles Vierges américaines : funji[129]
- Wat éthiopien. Éthiopie : doro wat avec injera[130]

### F
- Fidji : Fiji kokoda (ceviche fidjien)[131]

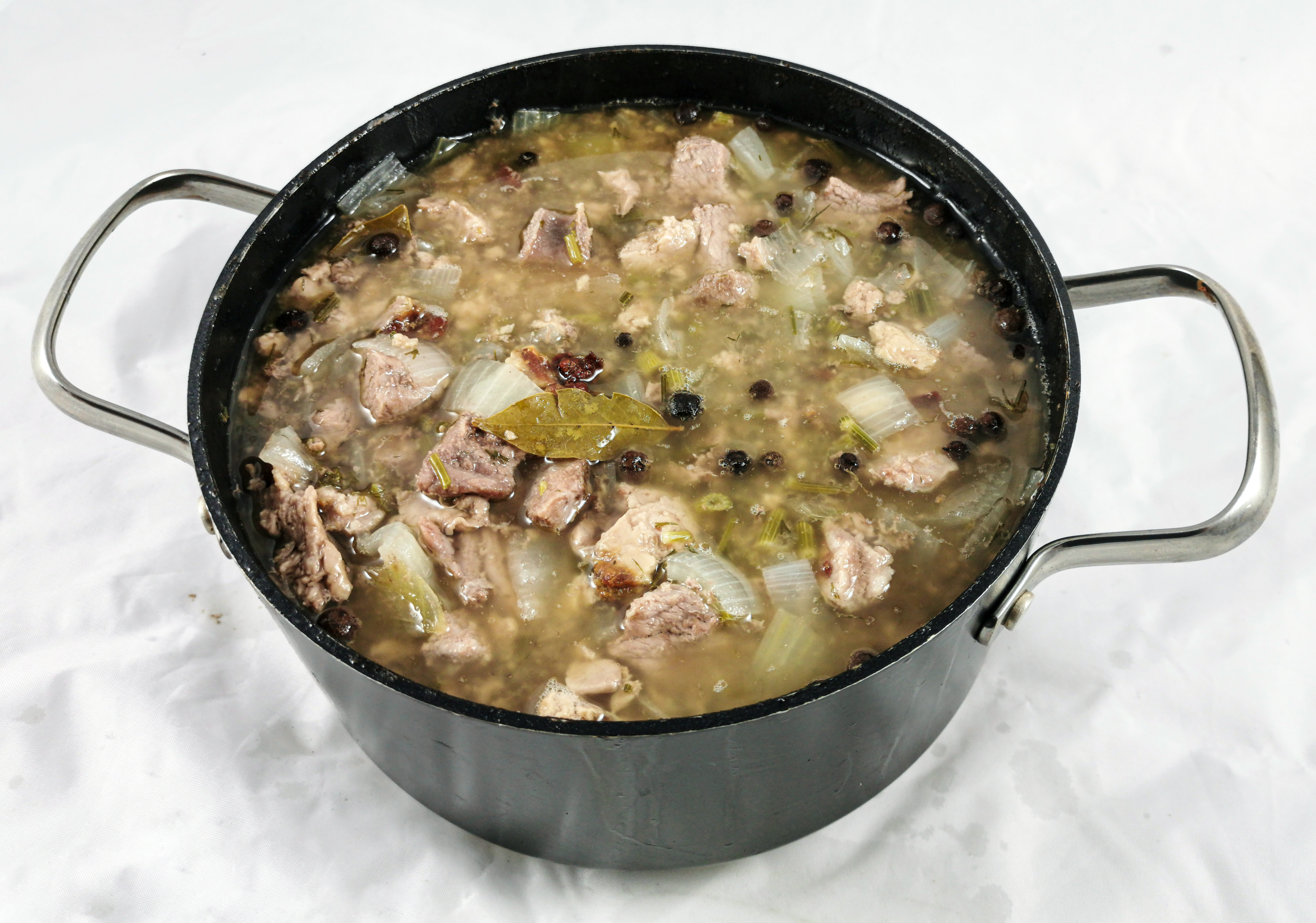
Karjalanpaisti finlandais.

- Karjalanpaisti finlandais. Finlande : pain de seigle[132], karjalanpaisti, lohikeitto
- France : pot-au-feu[133],[134], bœuf bourguignon[135],[136], blanquette de veau[135], steak frites[135], baguette[137], cassoulet[138], fromage[139], crêpe[140], crème caramel[141], poule au pot (historique)[142]

### G
- Gabon : poulet nyembwe[143]
- Gambie : domoda[144]
- Géorgie : khatchapouri[145],[146],[147]
- Grèce : horiatiki[148], moussaka[149], fasolada[150],[149], souvlaki[149], gyros[149], magiritsa[149], kokoretsi[149]
- Grenade : oil down[151]
- Guatemala : pepián[152]
- Guyane : curry de poivrière et poulet[153]

### H

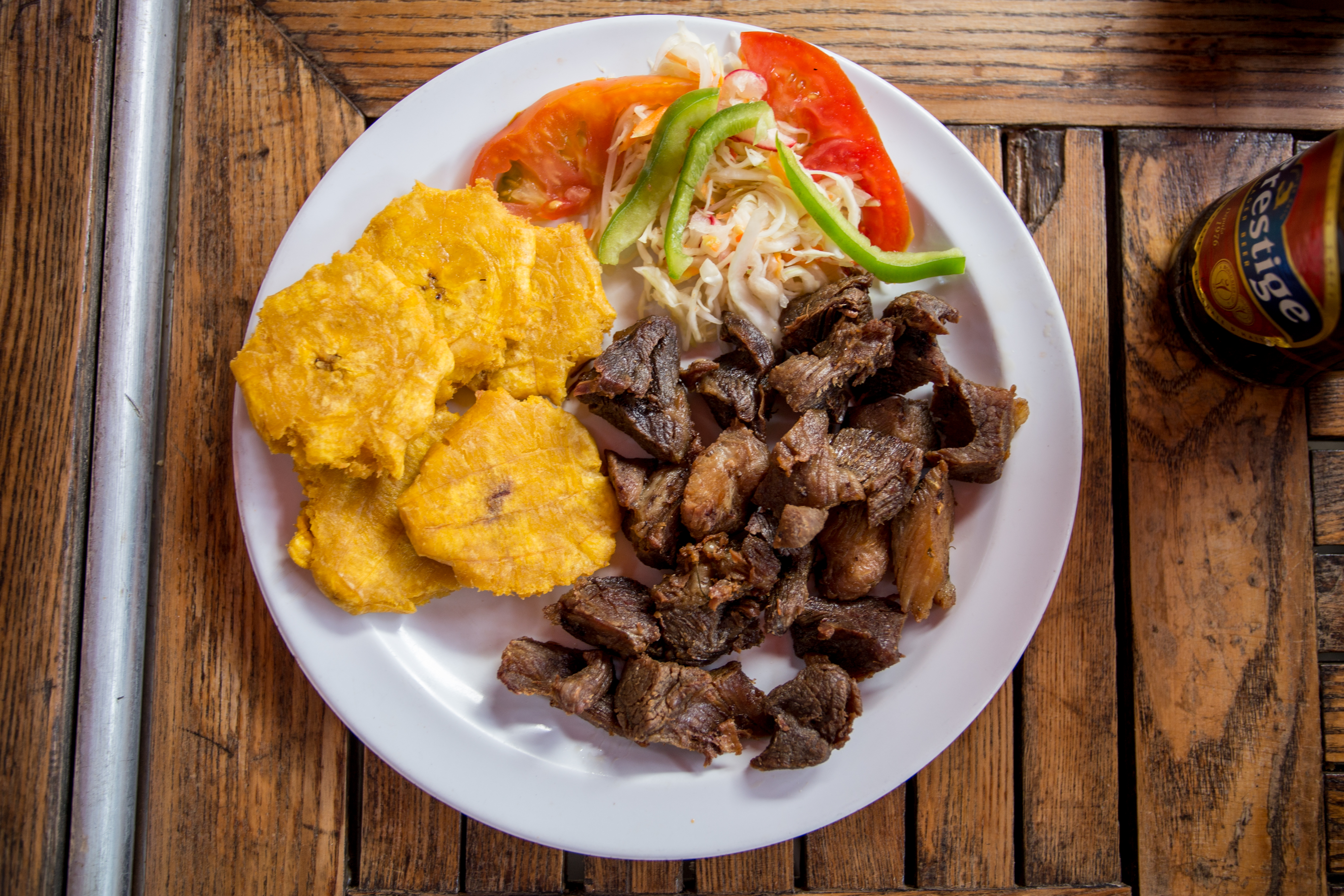
Griot haïtien.

- Griot haïtien.Haïti : griot, soupe joumou
- Honduras : baléada
- Hong Kong : brioche à l'ananas, dim sum
- Hongrie : goulasch[134],[33]

### I
- Inde : khichdi, biryani, poulet au beurre, samosa, poulet tandooriNasi goreng à la chèvre indonésien.

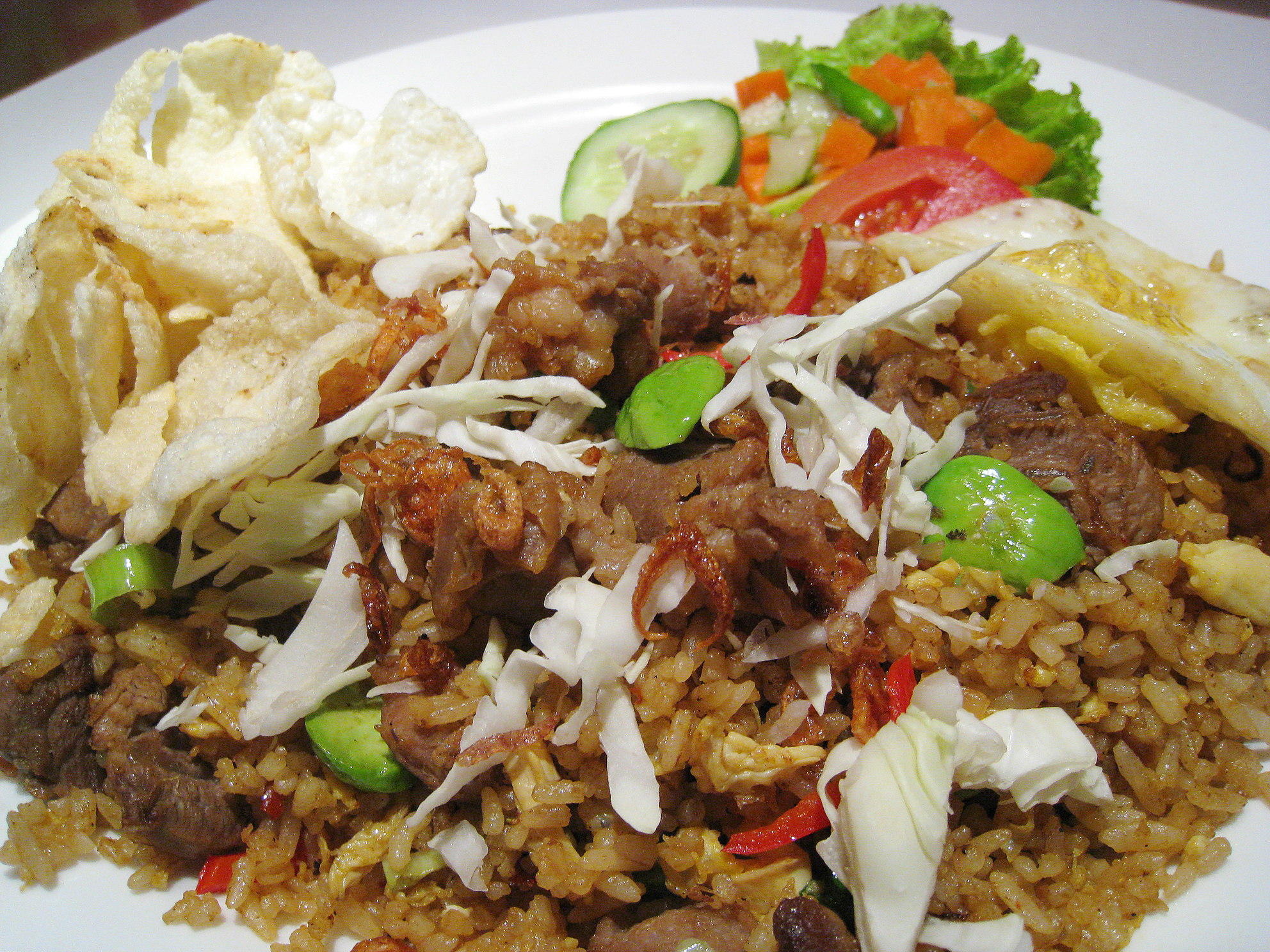
Nasi goreng à la chèvre indonésien.

- Indonésie : nasi goreng[154],[155], tumpeng[156], satay[154],[155], soto[154],[157], rendang[154], gado-gado[154]
- Irak : masgouf[158], dolma, kebab irakien, quzi
- Iran : abgoosht[10], chelo kabab, ghormeh sabzi[159], fesenjan
- Irlande : petit-déjeuner, ragoût irlandais
- Islande : agneau[160],[161], hákarl[162],[161],[10]
- Israël : falafel (servi en pita)[163],[164],[165],[166],[167], salade israélienne[168],[169], chakchouka, meorav Yerushalmi[170], sabich
- Italie : pâtes[171],[46], pizza[172],[173]

### J

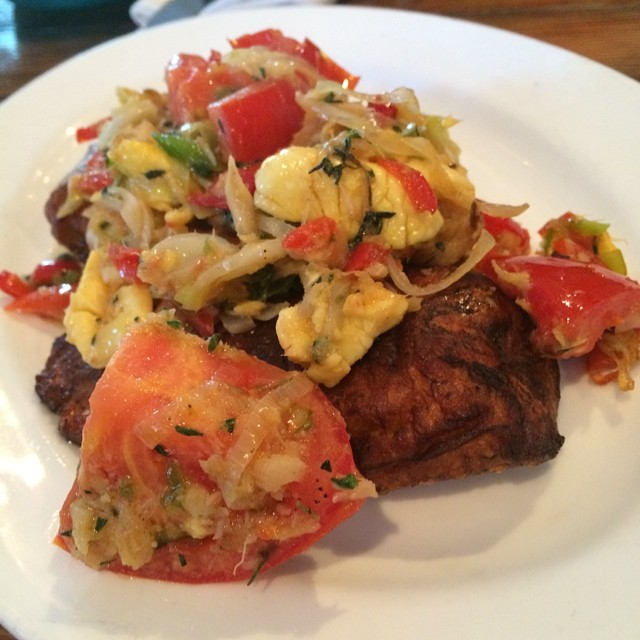
Aki et morue salée jamaïcain.

- Aki et morue salée jamaïcain. Jamaïque : aki et morue salée, poulet jerk[174]
- Japon : sushi[175], curry japonais[176], ramen[177], tempura[178], wagashi[179], sashimi, soupe miso
- Jordanie : mansaf[180],[181]

### K
- Kazakhstan : beshbarmak[182]
- Kenya : ugali avec wiki sukuma[183], githeri[183], chapati[183],[184], nyama choma[185]
- Kirghizistan : beshbarmak[186]
- Kosovo : flia[187]

### L
- Laos : larb/laap[188], riz gluant[189], tam mak hoong[190]
- Lettonie : pain de seigle étagé[191], sklandrausis[192], fromage Jāņi[193]
- Liban : kibbeh[174], taboulé[194]
- Liechtenstein : käsknöpfle
- Lituanie : bigos, cepelinai[195],[196], šaltibarščiai[197]

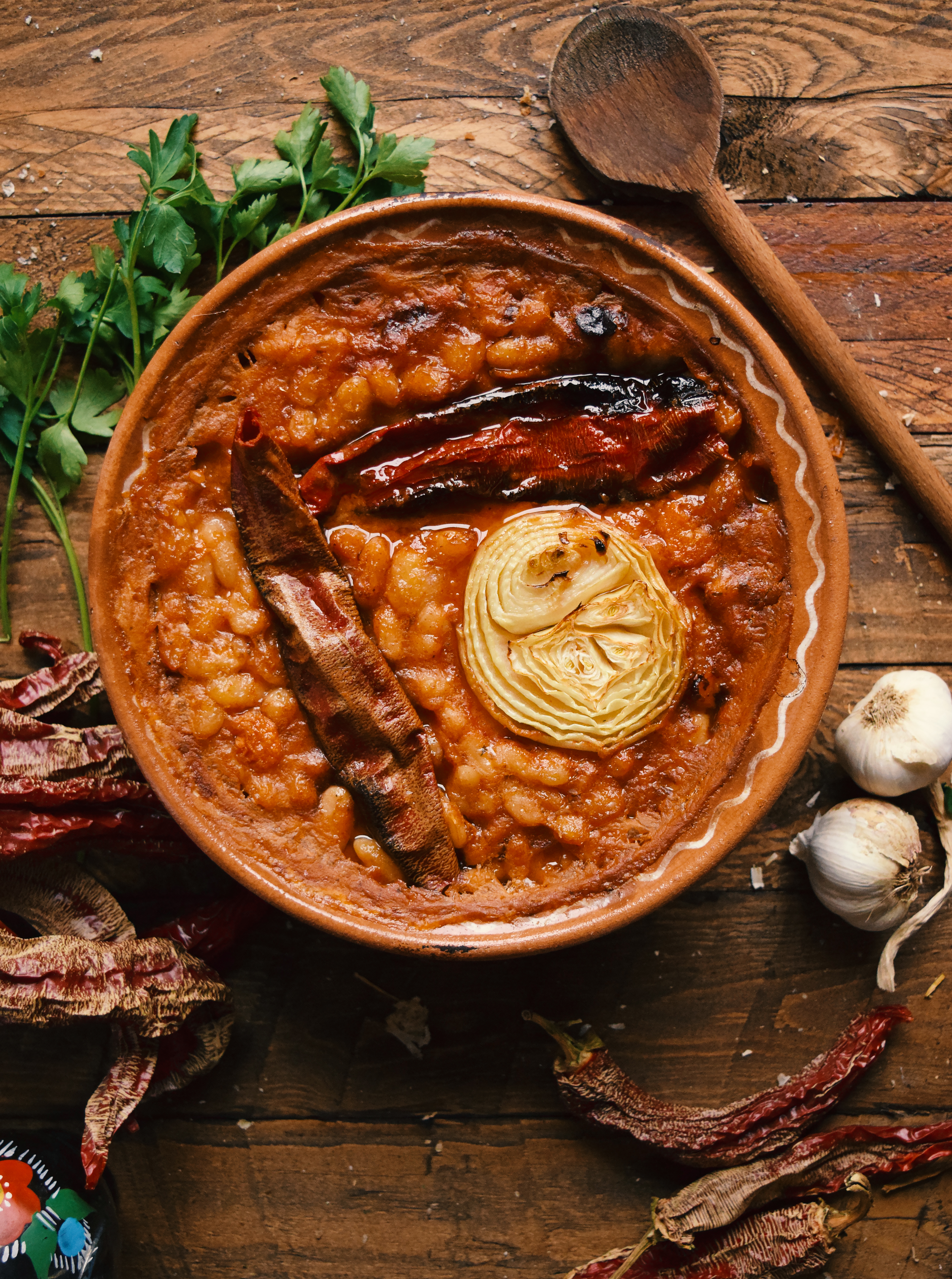
Tavče gravče macédonien.

- Tavče gravče macédonien. Luxembourg : judd matg[198]

### M

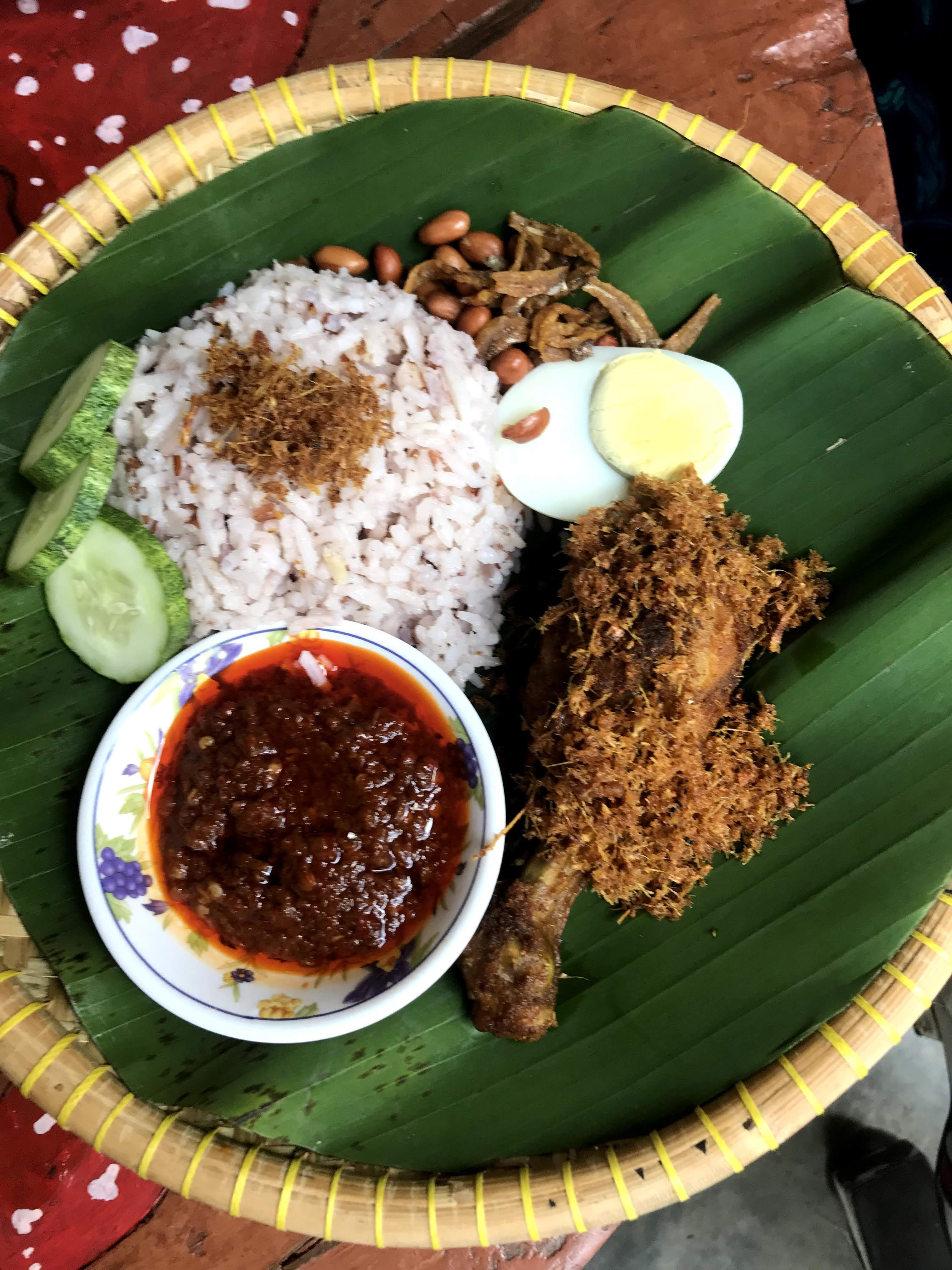
Nasi lemak malaisien.

- Macédoine du Nord : tavče gravče[199]
- Madagascar : romazava[200]
- Malawi : chambo avec nshima[104]

- Malaisie : nasi lemak[201], satay[202],[203],[204]
- Malte : stuffat tal-fenek[205]
- Maroc : couscous[10], tajine
- Maurice : dholl puri (pain plat farci aux lentilles)[206],[207]
- Mexique : taco[10], mole poblano[208], chilis en nogada[209]
- Monaco : barbajuan[210]
- Monténégro : njeguški pršut
- Myanmar : mohinga[211], lahpet thoke[212],[213],[214]

### N
- Népal : dal bhat[215], momo[215],[216]
- Nicaragua : gallo pinto, nacatamal[217], vigorón
- Niger : dambou
- Nigeria : tuwon shinkafa[10], riz wolof[104],[218], foufou et soupe egusi[219],[104],[220]
- Norvège : fårikål[221],[222]
- Nouvelle-Zélande : tourte à la viande[223], tarte au bacon et aux œufs[224], agneau[225], pavlova[31]

### O
- Oman : shuwa[226]
- Ouganda : matooke[220]
- Ouzbékistan : osh[227]

### P

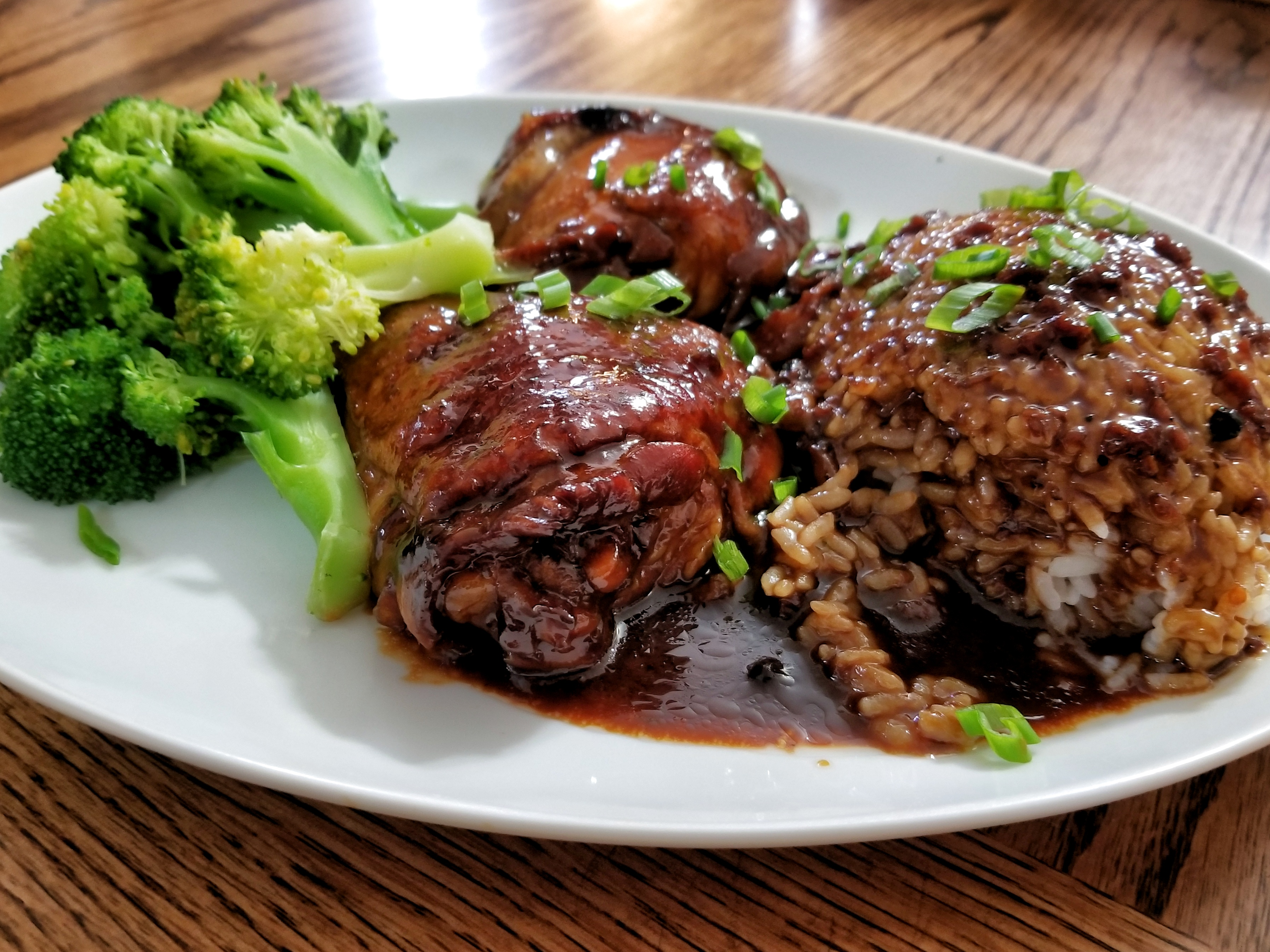
Adobo philippin.

- Pakistan : biryani, nihari, poulet karahi, gulab jamun[228]
- Palestine : maqlouba[229], musakhan[230], falafel[231],[232]
- Panama : sancocho[10]
- Pays-Bas : stamppot[233], hareng mariné avec oignons et cornichons[234]
- Pérou : ceviche[235]
- Adobo philippin. Philippines : adobo[236],[237],[238],[239], sinigang[236],[238], sisig[236],[240], pancit[236],[241], halo-halo[237]
- Pologne : bigos[10], pierogi[242], kotlet schabowy[243], Barszcz, Rosół
- Portugal : bacalhau [244], caldo verde[245], cozido à portuguesa[10],[246],[247], pastel de nata, Sardinha Assada (Sardines grillées)[248]

### Q
- Qatar : kebsa[249]

### R

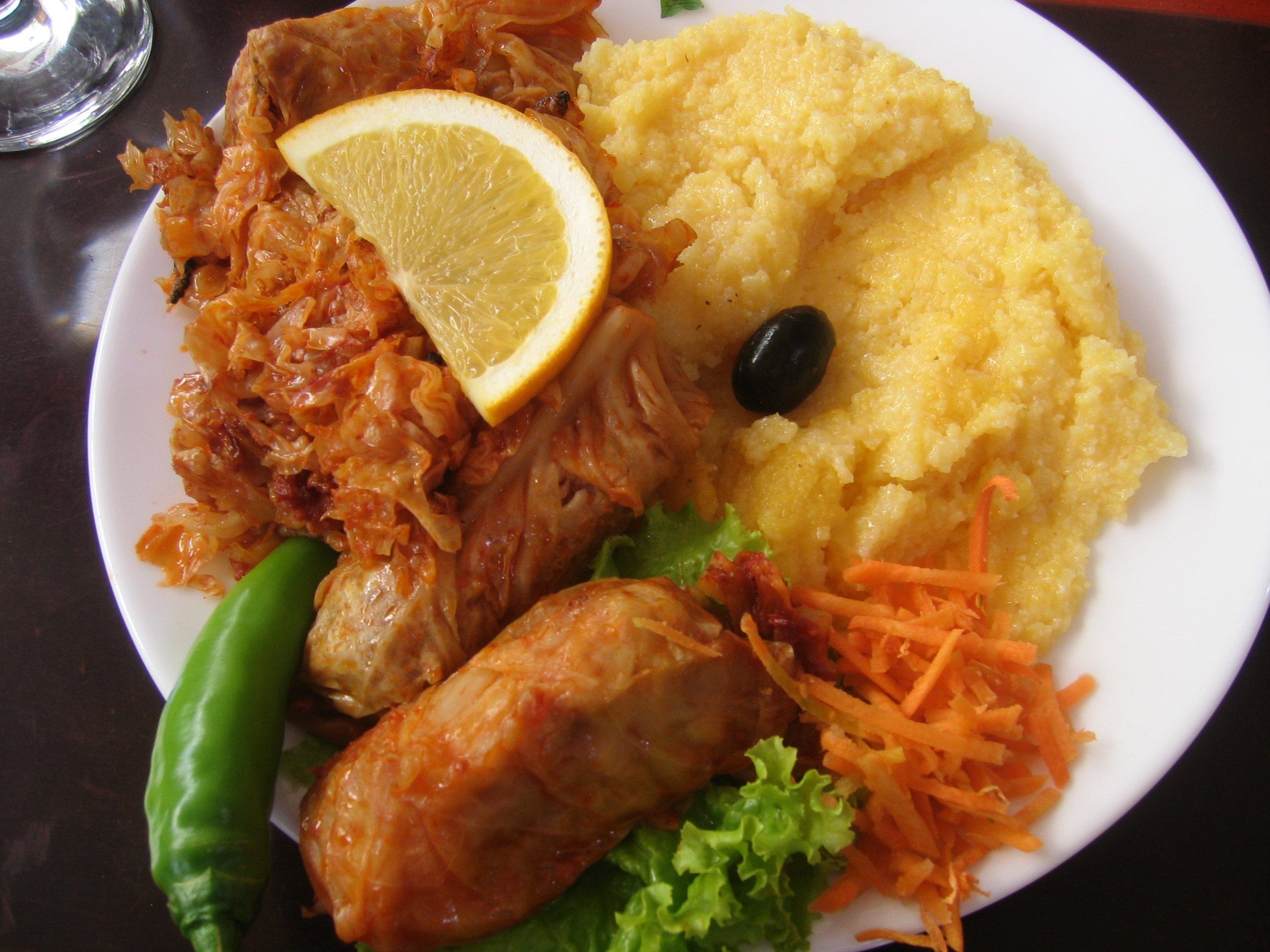
Sarmale roumaine.

- Sarmale roumaine.Roumanie : mămăligă[250], sarma, sarmale[251], mici[252]
- Royaume-Uni : fish and chips[253], poulet tikka masala[254],[255]
  - Cornouailles : pâté de cornouailles[256]
  - Angleterre : rôti du dimanche[257] (surtout rôti de bœuf)[258], pudding (en particulier pudding aux prunes de Noël)[259]
  - Irlande du Nord : alevins d'Ulster[260]
  - Écosse : haggis[261]
  - Pays de Galles : cawl[262]
- Russie : bœuf stroganoff, poulet à la Kiev, pierogi, bortsch[263], chtchi[264], kacha[264], pelmeni[10], pirojki[265],[266]

### S

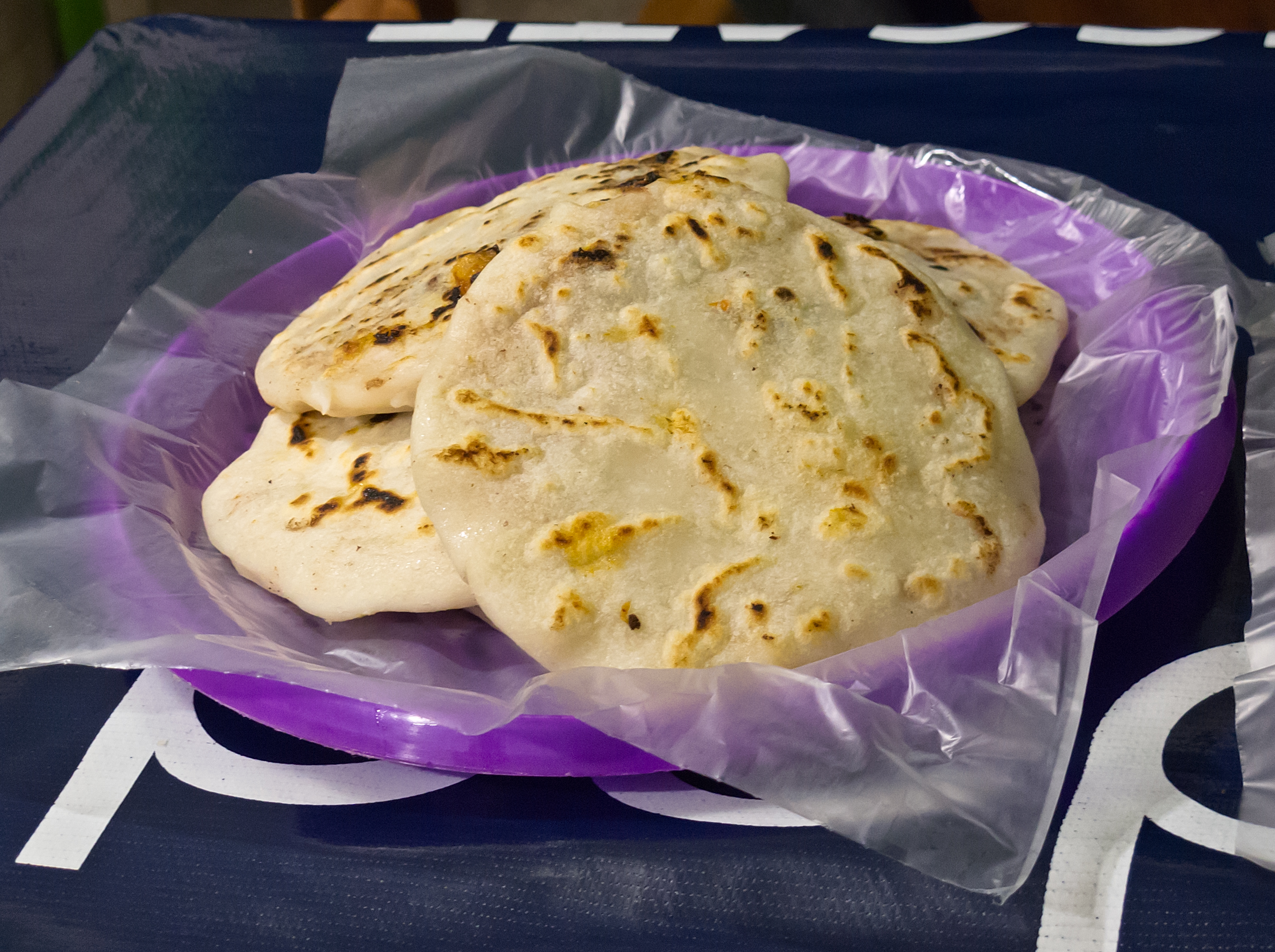
Pupusas salvadoriens.

- Saint-Marin : torta tre monti
- Pupusas salvadoriens.Salvador : pupusa[267],[268]
- Sénégal : thiéboudiène[10]
- Serbie : ćevapi[269],[270],[271], pljeskavica[272], gibanica (pâtisserie)[273], Steak de Karađorđeva[274], sarma[275]
- Singapour : crabe au piment[276], riz au poulet hainanais[277], Hokkien mee[278]
- Slovaquie : pierogi, bryndzové halušky[279]
- Slovénie : boulettes de sarrasin[280],[281], (en particulier štruklji)[282], Idrijski žlikrofi[283]
- Somalie : bariis Iskukaris

- Sri Lanka : riz et curry[284], kottu[46]
- Suriname : pom[285]
- Suède : köttbullar[286],[10], kräftskiva[286],[287], surströmming[288],[289], ostkaka[290]

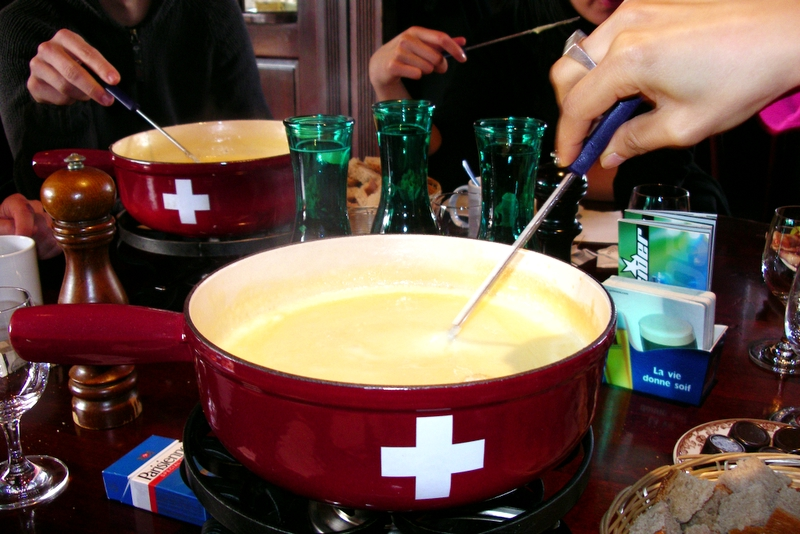
Fondue au fromage suisse.

- Fondue au fromage suisse. Suisse : fondue, muesli, raclette, rösti (plats nationaux de base)[291] ; autres plats : cervelas (saucisse nationale)[292],[10], zürcher geschnetzeltes[293]
- Syrie : kebbé[33]

### T
- Tadjikistan : osh palov[294], qurutob[294],[295]
- Taiwan : soupe de nouilles au bœuf[296], riz au porc haché[297]
- Tanzanie : chipsi mayai[298]
- République tchèque : vepřo knedlo zelo (rôti de porc aux raviolis et choucroute)[299], svíčková[300]

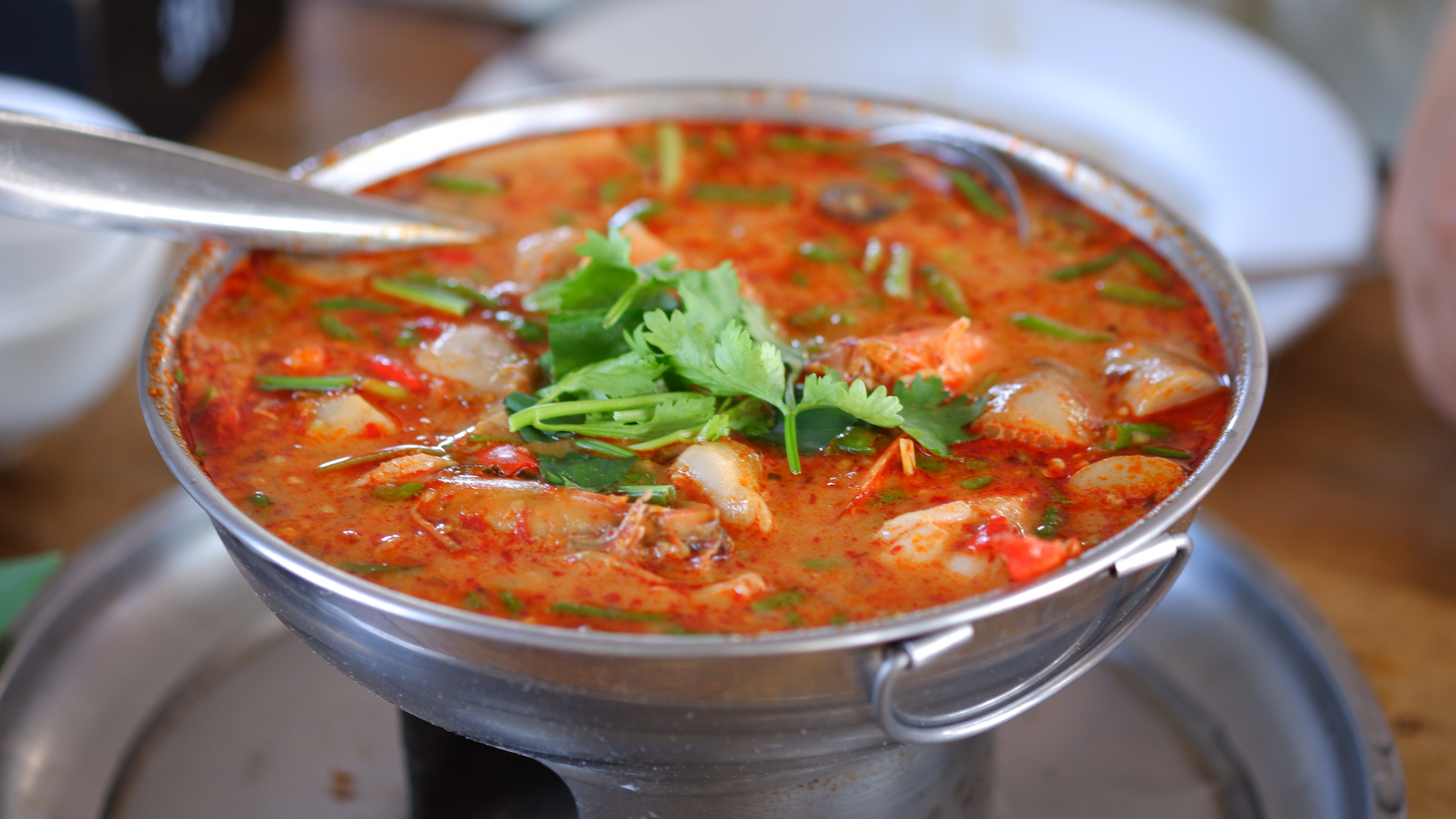
Tom yum thaïlandais.

- Tom yum thaïlandais. Thaïlande : pad thai, pad gaprao, tom yum kung[301], som tam[302]
- Trinité-et-Tobago : callalou[153], doubles[303], pelau[304], bake and shark[305], roti wrap[306]
  - Tobago : curry de crabe et dumplings[307]
- Tunisie : couscous[10], brik/bric[308]
- Turquie : kuru fasulye avec pilaf/pilau[309],[310], kebap[311], baklava[312],[313], simit[314]

### U
- Ukraine : poulet à la Kiev, pierogi, bortsch[315],[316], varenyky[317],[318]
- Uruguay : chivito[10]

### V
- Vanuatu : laplap[319]
- Venezuela : pabellón criollo[320], arepa[321]

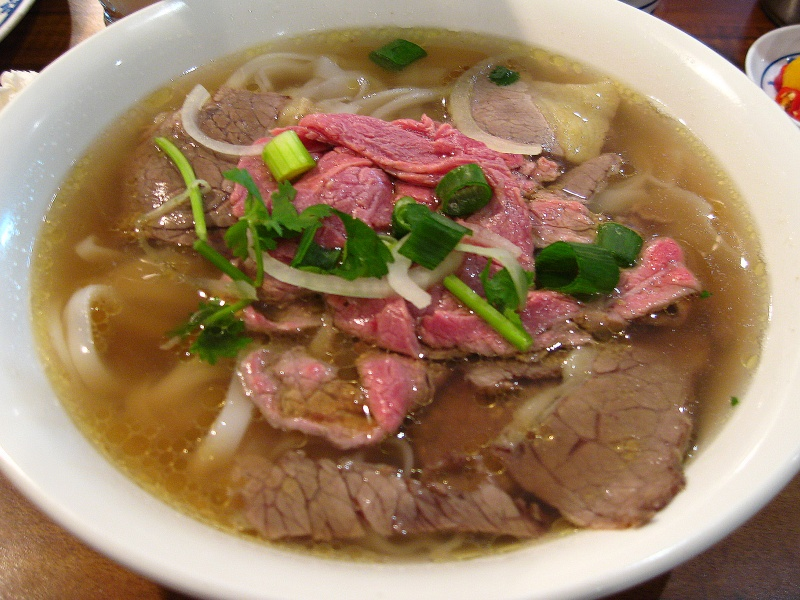
Phở vietnamien.

- Phở vietnamien.Vietnam : phở, hủ tiếu, bún bò Huế, bún riêu, bún chả, bún thịt nướng, mì Quảng, cơm tấm, bánh chưng, bánh giầy, bánh mì, bánh cuốn, bánh xèo, gỏi cuốn, chả giò

### Y
- Yémen : saltah[322]

### Z
- Zambie : nshima[323]
- Zimbabwe : sadza[324]